# Corsia crenata
Corsia crenata là một loài thực vật có hoa trong họ Corsiaceae. Loài này được J.J.Sm. miêu tả khoa học đầu tiên năm 1914.